# Krndija (pasmo górskie)

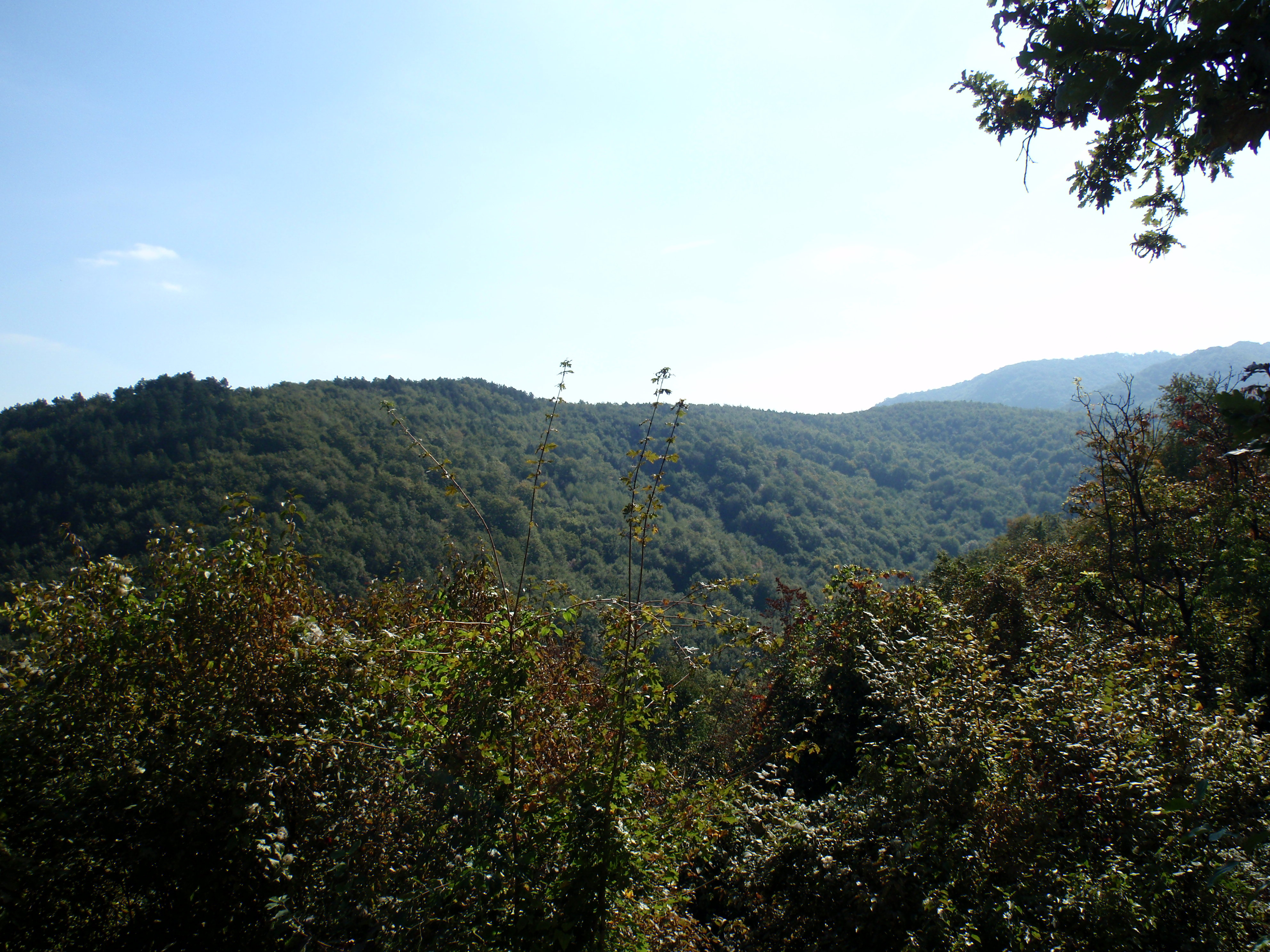
Gory Krndija

Krndija – pasmo gór niskich i wzgórz w południowej części Kotliny Panońskiej, w północnej Chorwacji (Slawonii). Należy do grupy panońskich gór wyspowych. Na zachodzie poprzez przełęcz między miasteczkami Orahovica i Kutjevo łączy się z górami Papuk. Na wschodzie stopniowo opada w nizinę, sięgając do miasta Vinkovci. Od północnego wschodu i wschodu zamyka Kotlinę Pożeską.
Najwyższe wzniesienie – Kapovac, 792 m n.p.m. – znajduje się w centralnej części pasma.
Pasmo Krndija zbudowane jest z najstarszych skał w Chorwacji, ich wiek określa się na 300 mln lat. Są to skały metamorficzne.
Występują tu skały wulkaniczne: trachyandezyty (latyty) i andezyty. Trachyandezyty powstały jako efekt wulkanizmu podmorskiego.